# Schweinsand

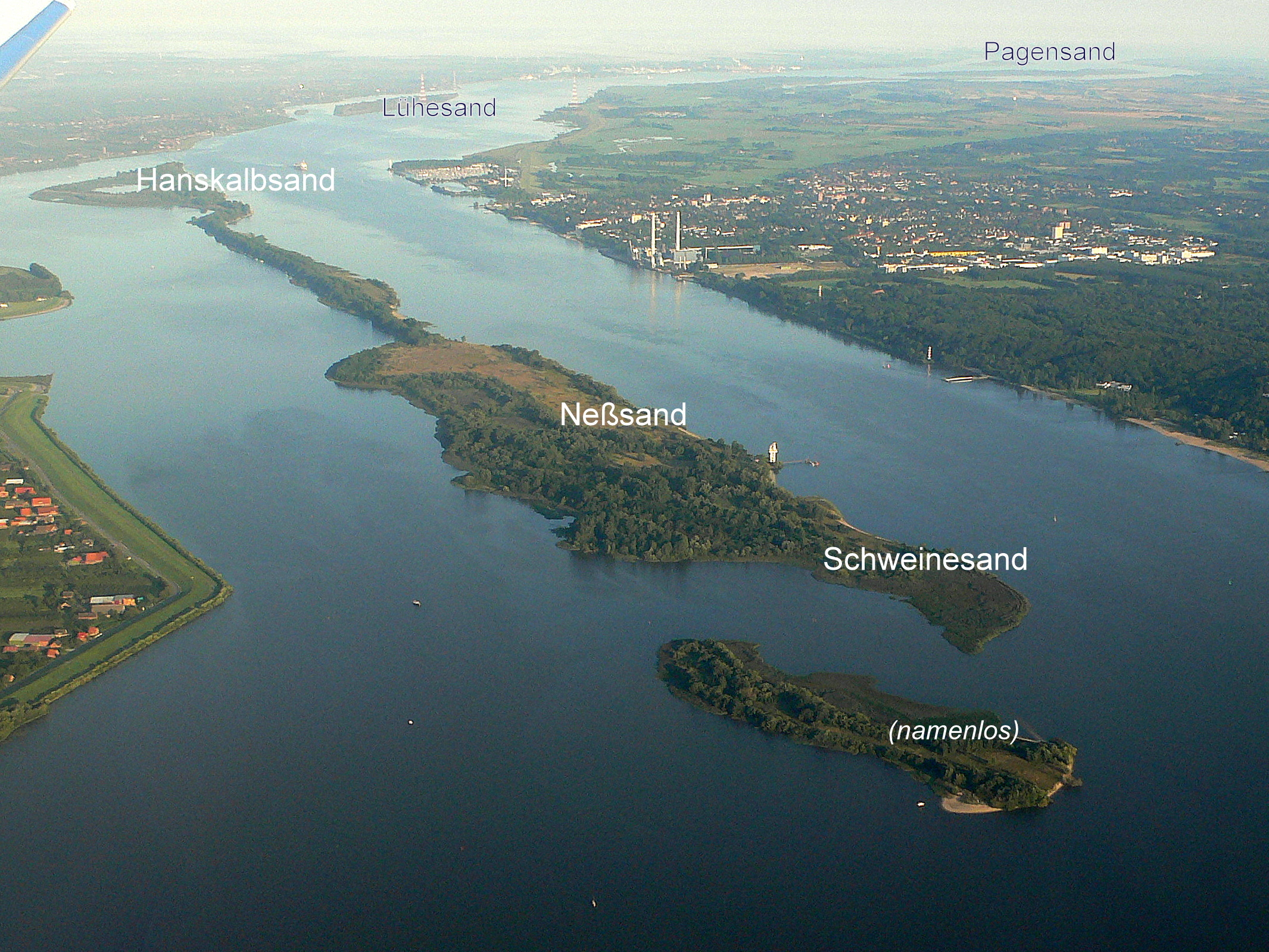
Schweinsand und Nachbarinseln (Blick elbabwärts nach Westen), am Elbufer Wedel

Als Schweinsand (oder Schweinesand) wurden früher die Elbinseln gegenüber von Hamburg-Blankenese bezeichnet. Heute bezeichnet der Name nur noch eine kleine, schilfbestandene Landzunge an der Ostseite des viel größeren Neßsandes gegenüber von Blankenese. Der Schweinsand ist Teil des Naturschutzgebietes Neßsand. Das Betreten ist mit Ausnahme eines an der Nordseite gelegenen Sandstrandes verboten.

## Geschichte

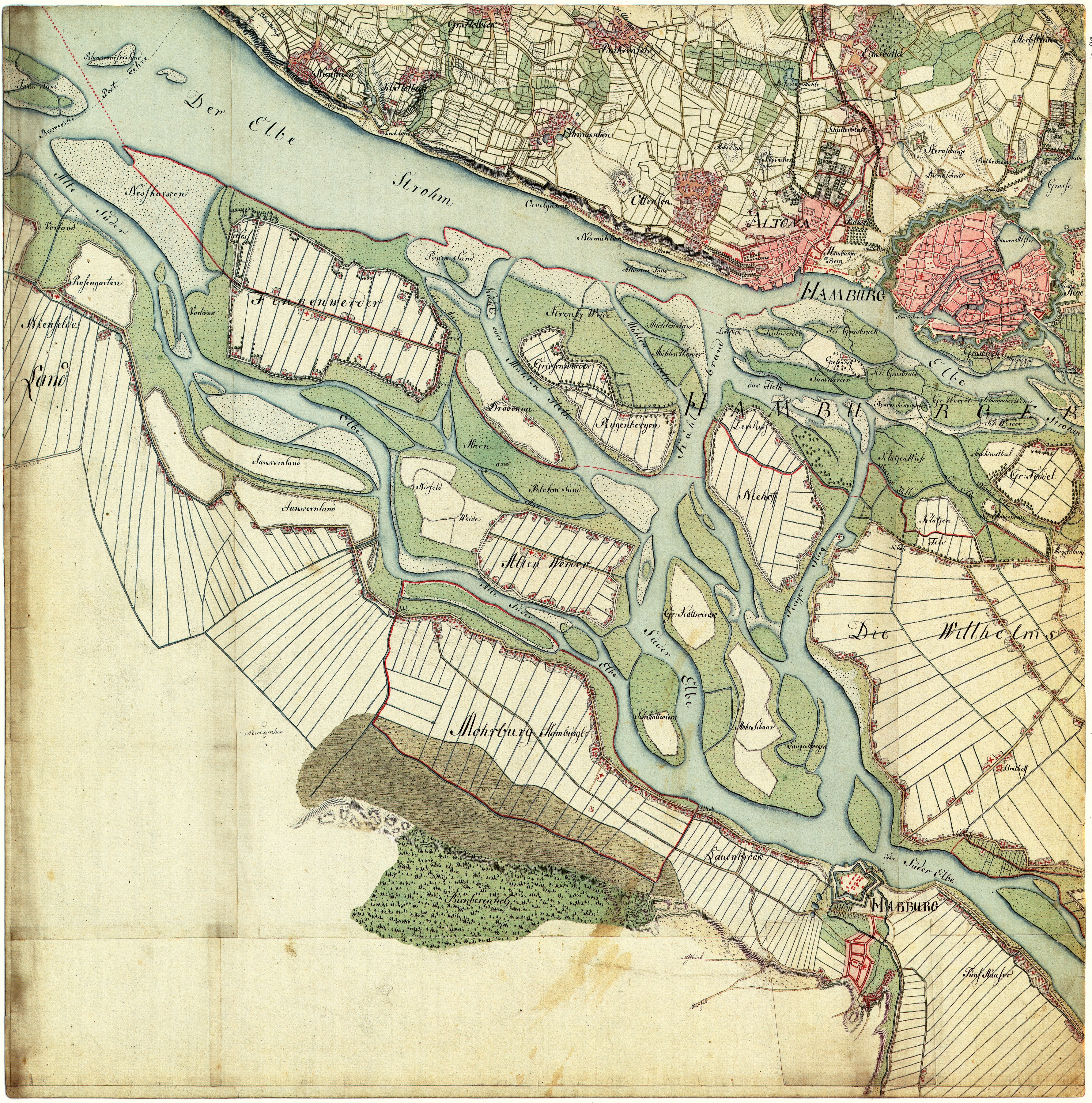
Als „Blankeneser Sand“ auf der Karte von Gustav Adolf von Varendorf (1789–1796)

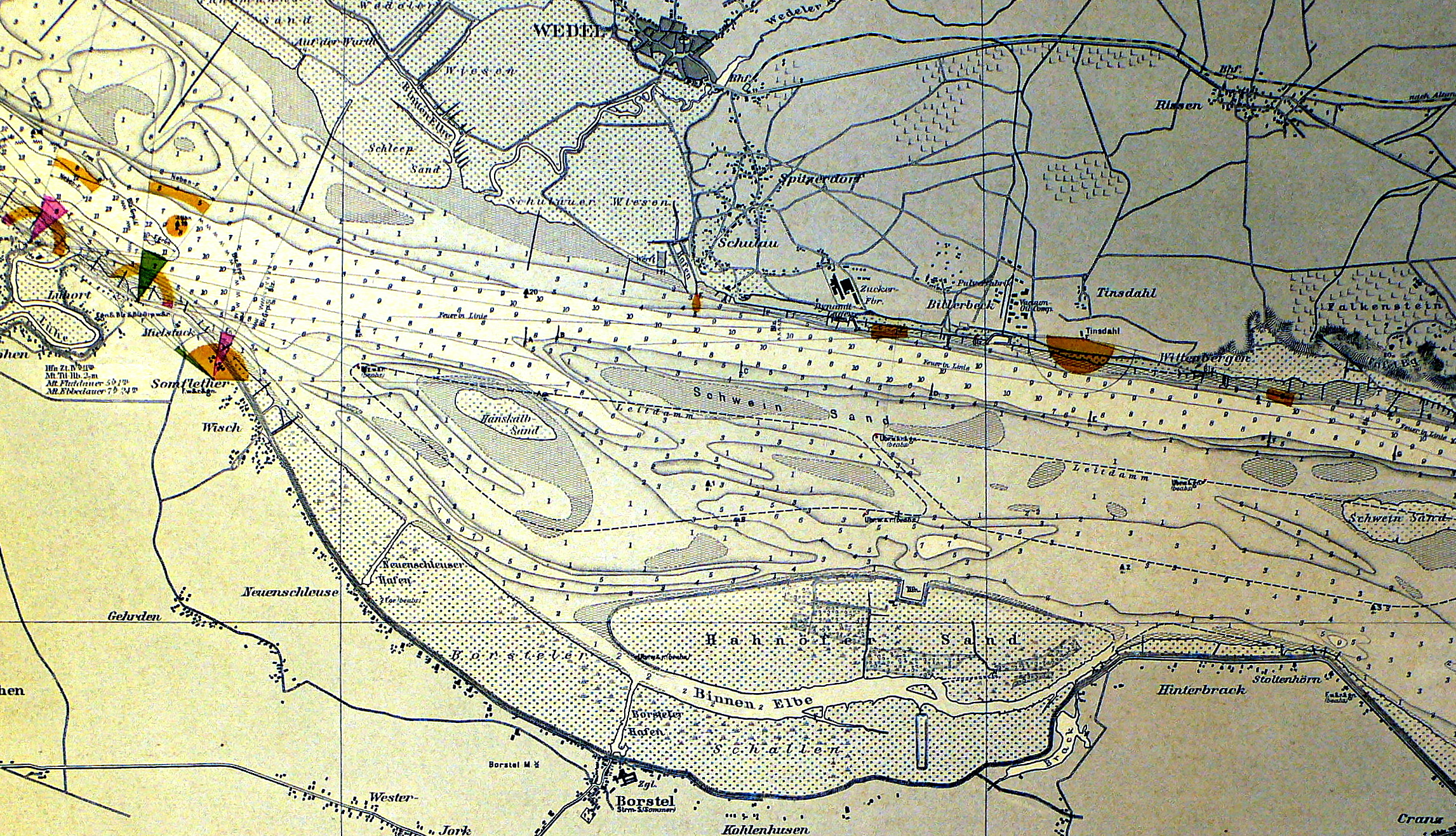
Westlicher Teil des Schweinsandes im Jahre 1914

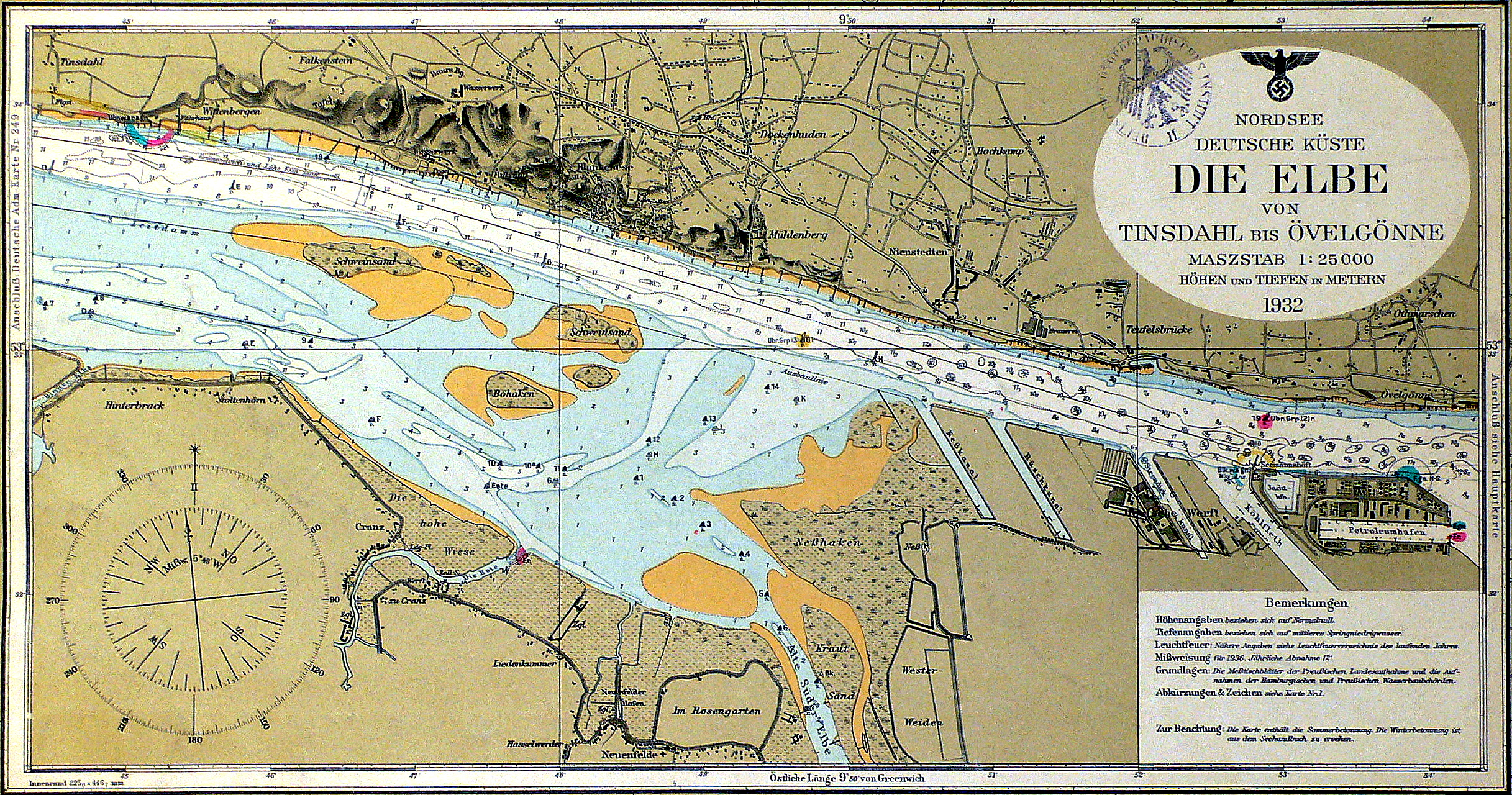
Seekarte Nr. 250 (Sonderkarte) von 1938

Vor Hamburg fächert sich die 400 Meter breite Elbe in ein weitverzweigtes Binnendelta auf, in dem sich heute der Hamburger Hafen ausbreitet. Norder- und Süderelbe nehmen weit getrennte Wege und strömten ursprünglich im Mühlenberger Loch vor Blankenese wieder zusammen (inzwischen über den Köhlbrand in Höhe Hamburg-Altona). In Höhe Blankenese erreicht der wiedervereinigte Strom eine Breite von bis zu 2,5 Kilometern und ist den Gezeiten unterworfen, so dass er flach und von zahlreichen Untiefen, Wattflächen und Inseln durchsetzt ist.
Etwa seit 200 Jahren werden die unterschiedlichen Inseln, Wattflächen, Sandbänke und Marschen als „Schweinsand“ (seltener „Schweinesand“) bezeichnet. Zuvor erschienen sie auf Karten als „Blankeneser Sand“.
Der „Kleine Schweinsand“ vor Blankenese und eine Sandbank dieses Namens vor Schulau lagen rund neun Kilometer auseinander. Ebbe und Flut sorgen aber für ständige Veränderungen; beide existieren heute nicht mehr. Allein eine kleine Insel gegenüber dem Wasserwerk am Kösterberg in Blankenese (53° 33′ N, 9° 46′ O) trägt seit dem 19. Jahrhundert den Namen Schweinsand. Auch der Hanskalbsand am westlichen Ende dieser Region ist seit Jahrhunderten auf den Karten verzeichnet.
Aufgrund einer schon seit 1914 in den Seekarten verzeichneten Planung sind der Hanskalbsand und der Schweinsand seit den 1920er-Jahren von einem Leitdamm umschlossen. Diese lang gestreckte Steinschüttung fällt bei niedrigen Wasserständen trocken, bleibt sonst aber überfahrbar. Dazwischen befanden sich Untiefen und Wattflächen, auf halbem Wege auch ein schmaler schiffbarer Durchlass diagonal zur Elbe. Auch wenn der Leitdamm jetzt nur noch in Teilbereichen sichtbar ist, stellt er bis heute den äußeren Rahmen der verschiedenen Inseln dar.
Während des Zweiten Weltkrieges wurde das Mühlenberger Loch für Zwecke des Hamburger Flugzeugbaus ausgebaggert und der Aushub elbabwärts, vorbei an der Insel Schweinsand, gegenüber von Wittenbergen abgelagert. So entstand neben dem Schweinsand, nur durch einen Priel getrennt, die neue Insel Neßsand.
In der gleichen Zeit verschwanden der „Kleine Schweinsand“ und die südwestlich benachbarte Insel Böhaken. Diese rund 500 m × 250 m große Marsch befand sich seit Jahrhunderten und bis Anfang der 1940er-Jahre am südlichen Elbufer auf 53° 32′ N, 9° 48′ O gegenüber von Cranz. Ende der 1940er-Jahre war Böhaken nur noch als Untiefe auf den Seekarten erkennbar, und während der 1950er-Jahre verschwand Böhaken vollends.
Im Rahmen der Elbvertiefung von 1965 bis 1970 wurden auch die restlichen vier Kilometer zwischen Hanskalbsand und Neßsand nebst Schweinsand aufgespült und mit einer 50 bis 180 Meter breiten Landbrücke verbunden, so dass die drei früheren Inseln zu einer 7,5 Kilometer langen, hantelförmigen Insel vereinigt wurden. Ihre Namen wurden beibehalten, beziehen sich seitdem aber nur noch auf Regionen der – als Ganzes namenlosen – Insel. Ortsansässige sprechen seitdem nur noch von „Meiers Sand“ oder einfach vom „Sand“.

## Gegenwart

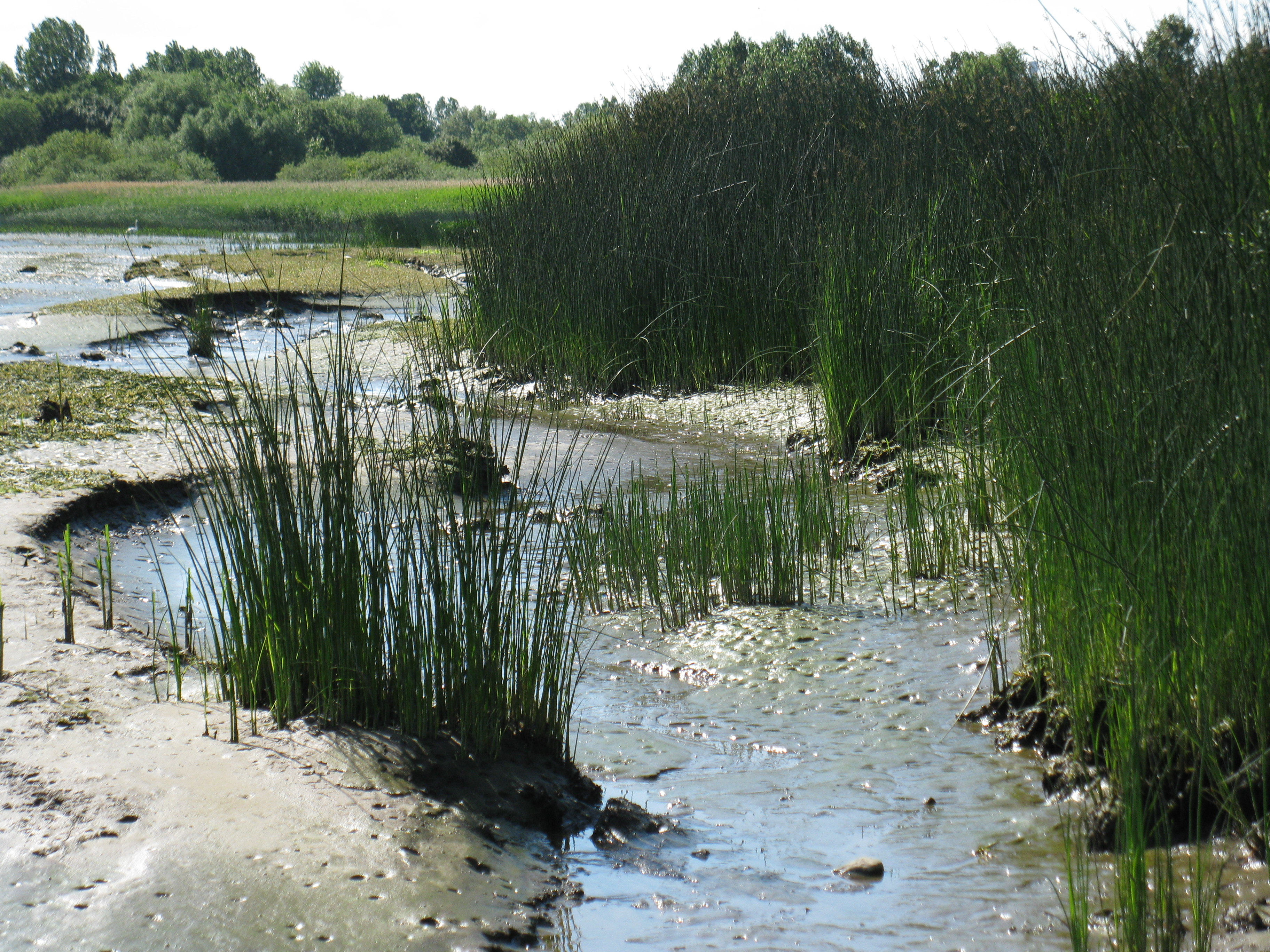
Geschützte Natur auf Schweinsand. Die Bäume im Hintergrund stehen auf dem Neßsand

Die Süderelbe ist seit 1962 abgedeicht. Die betonnte Fahrrinne mit 14 m Solltiefe nimmt knapp 400 Meter an der Nordseite der Elbe ein. Der weitaus größere, südliche Teil der Elbe folgt weiterhin dem Einfluss von Gezeiten, Wind und Wasserbau.
Im Gegensatz zum benachbarten Neßsand ist der Schweinsand nicht bewaldet, sondern mannshoch und undurchdringlich mit Schilf bewachsen (Pompesel). Der südliche Teil verschlickte, so dass der Schweinsand derzeit nur noch als ein flacher und schmaler Ausläufer des Neßsandes existiert.
Unmittelbar stromaufwärts (53° 33′ N, 9° 47′ O), ungefähr bis zum früheren Leitdamm, entstand um 1980 eine neue Insel, eine niedrig bewachsene Sanddüne. Ihre Strände dürfen betreten werden. Einen Namen trägt sie nicht.
Etwas südlich vom früheren „Kleinen Schweinsand“ (53° 33′ N, 9° 48′ O) befindet sich heute eine auch als Sherry Island bekannte, massive Sandbank (53° 33′ N, 9° 48′ O), die bei niedrigem Wasserstand 2006 Schauplatz einer von den ortsansässigen Segelvereinen veranstalteten Demonstration gegen die weitere Versandung des Mühlenberger Lochs wurde.

## Schweinsand in Literatur und Film
- In Uwe Timms 1995 erschienenen Abenteuerroman Der Schatz auf Pagensand laufen die Protagonisten mit ihrem Jollenkreuzer als erste Elbinsel Schweinsand an.

- 1997 erschien der Spielfilm Schweinesand – Eine Insel voller Geheimnisse, ein mit Mitteln der Hamburger Filmförderung produzierter Krimi für Kinder, der in Teilen auf Schweinesand spielt und in dem unter anderem Jörg Pleva und Martin Lüttge mitspielten.[8]